# Thrypticomyia fumidapicalis
Thrypticomyia fumidapicalis là một loài ruồi trong họ Limoniidae. Chúng phân bố ở miền Australasia.